# Tir aux Pigeons (Aix-les-Bains)
Tir aux Pigeons est un quartier résidentiel défini par l'Insee situé au nord-est d'Aix-les-Bains, dans le département de la Savoie, en région Auvergne-Rhône-Alpes.
Le quartier est implanté sur les hauteurs de la ville et domine le lac du Bourget. Dans ce quartier, on peut distinguer les sous-quartiers suivants, bien plus souvent utilisés par les habitants sur la commune car plus précis : Chevaline ; Combaruches ; Massonnat et Tir aux Pigeons.

## Histoire
Le quartier, essentiellement rural il y a plusieurs siècles, s'est fortement urbanisé au XXe siècle notamment par effet d'étalement urbain autour du lac du Bourget.
Des maisons voire villas se sont ainsi développées, suivies par des lotissements plus récents, principalement au nord de la zone. Certains lieux du quartier sont par ailleurs recensés sur le site du patrimoine de la région,.
Par ailleurs, la Société du Stand d'Aix-les-Bains s'installa dans la zone en 1888, d'où le nom du quartier. Des concours internationaux de tir aux pigeons ont même été organisés sur le site.

## Socio-économie
Le quartier possède le revenu disponible médian par UC le plus élevé de la ville et un faible taux de chômage. 
Selon la méthode développée par l'Insee des Ilots Regroupés pour l'Information Statistique (IRIS), le revenu disponible médian par UC est de 27 930 € en 2018, soit supérieur d'environ 7 500 € à la moyenne nationale. 
Le taux de chômage s'élevait à 4,61 % en 2011.

## Occupation des sols
- Secteur industriel : 21 ha[9] ;
- Secteur résidentiel : 130 ha[9] ;
- Secteur agricole : 20 ha[9] ;
- Autres espaces non urbanisés (prairies, forêts) : 40 ha[9].

## Principaux lieux

### Zone industrielle des Combaruches
- Parc d'activités économiques des Combaruches comportant entre 700 et 800 employés pour un chiffre d'affaires total d'environ 150 000 000 d'euros[10]. Les sociétés ABB, Aixam, AIRA, Blanchisserie Elis Savoie, Cavaillé, Cor'Alp, Manufacture de Haute Maroquinerie, Panification d'Aix, Patis Service et Savoie Yaourt y sont installées[10]. Un important ESAT est également implanté sur la zone[11].

### Service
- Refuge animalier communal (SPA)[12].